# Chaetedus
Chaetedus is een geslacht van wantsen uit de familie van de Miridae (Blindwantsen). Het geslacht werd voor het eerst wetenschappelijk beschreven door Eyles in 1975.

## Soorten
Het genus bevat de volgende soorten:

- Chaetedus longiceps Eyles, 1975
- Chaetedus plumalis Eyles, 1975
- Chaetedus reuterianus (Buchanan-White, 1878)
- Chaetedus rutilans Eyles, 1975